# 宮木駅
宮木駅（みやきえき）は、長野県上伊那郡辰野町大字伊那富にある、東海旅客鉄道（JR東海）飯田線の駅である。

## 歴史
- 1909年（明治42年）12月28日：伊那電車軌道（1919年に伊那電気鉄道へ改称）松島（現・伊那松島） - 辰野（後の西町）間開業時に、宮木停留場として開設[2]。
- 1923年（大正12年）
  - 3月16日：伊那松島 - 辰野間新線切替に伴い一度廃止[2]。
  - 7月24日：宮木停留場が新線上に再開設[2]。旅客駅[2]。
- 1943年（昭和18年）8月1日：伊那電気鉄道線が飯田線の一部として国有化、鉄道省に移管[2]。同時に宮木駅に昇格[2]。
  - 当時は、東海道本線浜松 - 名古屋間の各駅や飯田線の各駅、中央本線上諏訪 - 塩尻間の各駅、松本駅を発着する旅客のみ利用出来た[2]。
- 1954年（昭和29年）12月1日：東京都区内の各駅や長野駅を発着する旅客も利用可能となる[2]。
- 1971年（昭和46年）4月1日：旅客発着駅制限撤廃[2]。
- 1986年（昭和61年）頃：簡易委託解除、無人駅化。
- 1987年（昭和62年）4月1日：国鉄分割民営化に伴い、東海旅客鉄道（JR東海）の駅となる[2][3]。
- 1998年（平成10年）6月：ホーム中央付近の業務委託施設を撤去。

## 駅構造
単式ホーム1面1線を有する地上駅。ホームは本線西側にある。伊那市駅管理の無人駅で、駅舎は無い。出入口は下り方向端にあり、ホーム中央付近に待合所がある。
簡易委託駅であった頃には、現在の待合所奥にあった駅舎で入場券を含む硬券切符を販売していた。

## 利用状況
「長野県統計書」によると、1日平均乗車人員は以下の通り。
- 2007年度 - 593人
- 2010年度 - 576人
- 2011年度 - 534人
- 2012年度 - 536人
- 2013年度 - 592人
- 2014年度 - 555人
- 2015年度 - 585人
- 2016年度 - 575人[4]
- 2017年度 - 584人[5]
- 2018年度 - 590人[6]

## 駅周辺
駅前は東西に並木道路が整っており、商店もある。並木道路を東へ向かうと、天竜川を越え、辰野町立辰野中学校、徒歩15分程度で辰野町立辰野東小学校、信州豊南短期大学、長野県道19号伊那辰野停車場線 (竜東線)、中央自動車道辰野PAに繋がる。同道路を西へ向かうと、辰野町立辰野西小学校があり、徒歩10分で国道153号と交差する。
北西側は辰野宮木郵便局を越えて、長野県辰野高等学校まで徒歩10分。北にはデリシア辰野店、しまむら辰野店があり、南側にはいくつかの工場が集積している。
かつて、駅東側にパルプ工場（南信パルプ：2004年6月30日解散）があり、製紙工場特有の臭いがホームにも漂っていた。駅西側に菓子製造工場の米玉堂食品があり、香ばしい臭いがホームにも漂っている。
- マツモトキヨシ辰野店
- 春日電機辰野工場
- コニカミノルタサプライズ辰野工場
- 平井星光堂さくら工場
- 辰野自動車学校

## バス路線
- 辰野町営バス（大石線：宮木駅前）

## 隣の駅
東海旅客鉄道（JR東海）
CD 飯田線
■快速（「みすず」以外の快速は通過）
羽場駅 - （下りのみ伊那新町駅） - 宮木駅 - 辰野駅
■普通
伊那新町駅 - 宮木駅 - 辰野駅
※国有化前は、当駅 - 辰野駅間に西町駅が存在した。